# Георг I фон Хелфенщайн
Георг I фон Хелфенщайн (на немски: Georg I von Helfenstein; † 1517) е граф на Хелфенщайн-Блаубойрен (1474 – 1517) в Баден-Вюртемберг и господар на Веленхайм, Хексенагер, Зулметинген (1489) и от 1488 г. баварски съветник.

## Произход и наследство
Той е най-големият син (от 13-те деца) на граф Конрад II фон Хелфенщайн († 14 декември 1474) и съпругата му Урсула фон Зекендорф († 23 ноември 1474). Внук е на граф Йохан II фон Хелфенщайн († 1444) и графиня Ирменгард фон Кирхберг († 1444). Сестра му Ирмгард фон Хелфенщайн е омъжена 1476 г. за граф Фридрих II фон Хелфенщайн (1408 – 1483).
През 1447 г. баща му продава господството Блаубойрен на графовете на Вюртемберг. Георг I наследява Веленхайм и Хексенагер, и през 1489 г. Зулметинген. През 1488 г. става баварски съветник. С него през 1517 г. линията „Хелфенщайн-Блаубойрен“ измира по мъжка линия.

## Фамилия
Първи брак: с Цецилия фон Трухтелфинген. Бракът е бездетен.
Втори брак: на 23 ноември 1495 г. с шенкин Елизабет фон Лимпург-Шпекфелд-Оберзонтхайм († 1538), вдовица на граф Лудвиг IV фон Хелфенщайн († 27 декември 1493), дъщеря на Георг II Шенк фон Лимпург († 1475) и Маргарета фон Хоенберг († 1475). Те имат осем деца, от които порастват две дъщери:
- Урсула фон Хелфенщайн (1496 – 1576)
- Магдалена фон Хелфенщайн (1497 – ?)
- Вилхелм фон Хелфенщайн (1498 – умира малък)
- Агата фон Хелфенщайн (1502 – ?)
- Доротея фон Хелфенщайн (1503 – ?), омъжена за фрайхер Зигисмунд III фон Курцбах в Милич († 27 ноември 1513)
- Вилхелм фон Хелфенщайн (1506 – умира малък)
- Анна фон Хелфенщайн
- Ванделбурга фон Хелфенщайн (1509 – 1528), омъжена 1523 г. за фрайхер Фридрих фон Шварценберг (* 19 септември 1498; † 12 септември 1561), син на фрайхер Йохан фон Шварценберг (1463 – 1528) и графиня Кунигунда фон Ринек (1469 – 1502)